# Myrcia variabilis
Myrcia variabilis är en myrtenväxtart som beskrevs av Carl Friedrich Philipp von Martius och Dc.. Myrcia variabilis ingår i släktet Myrcia och familjen myrtenväxter. Inga underarter finns listade i Catalogue of Life.